# Tennistoernooi van Cincinnati 2025
Het tennistoernooi van Cincinnati van 2025 werd van donderdag 7 tot en met maandag 18 augustus 2025 gespeeld op de hardcourt-buitenbanen van het Lindner Family Tennis Center in de Amerikaanse plaats Mason, ongeveer dertig kilometer benoorden Cincinnati. De officiële naam van het toernooi was Cincinnati Open.
Het toernooi bestond uit twee delen:
- WTA-toernooi van Cincinnati 2025, het toernooi voor de vrouwen
- ATP-toernooi van Cincinnati 2025, het toernooi voor de mannen

## Toernooikalender
Bron: 
| Cincinnati        | augustus 2025 | augustus 2025 | augustus 2025 | augustus 2025 | augustus 2025 | augustus 2025 | augustus 2025 | augustus 2025 | augustus 2025 | augustus 2025 | augustus 2025 | augustus 2025 | augustus 2025 |
| Cincinnati        | don 7         | vrĳ 8         | zat 9         | zat 9         | zon 10        | maa 11        | din 12        | woe 13        | don 14        | vrĳ 15        | zat 16        | zon 17        | maa 18        |
| ----------------- | ------------- | ------------- | ------------- | ------------- | ------------- | ------------- | ------------- | ------------- | ------------- | ------------- | ------------- | ------------- | ------------- |
| vrouwenenkelspel  | 1e ronde      | 1e ronde      | 1e ronde      | 2e ronde      | 2e ronde      | 3e ronde      | 3e ronde      | 4e ronde      | 4e ronde      | kwart- finale |               | halve finale  | finale        |
| vrouwendubbelspel |               |               | 1e ronde      | 1e ronde      | 1e ronde      | 1e ronde      | 2e ronde      | 2e ronde      | kwart- finale | halve finale  | halve finale  | finale        |               |
| mannenenkelspel   | 1e ronde      | 1e ronde      | 1e ronde      | 2e ronde      | 2e ronde      | 3e ronde      | 3e ronde      | 4e ronde      | kwartfinale   | kwartfinale   | halve finale  |               | finale        |
| mannendubbelspel  |               |               |               |               |               | 1e ronde      | 1e ronde      | 2e ronde      | 2e ronde      | kwart- finale | halve finale  | finale        |               |

ATP-toernooi van Cincinnati‎ – WTA-toernooi van Cincinnati‎

2004 · 2005 · 2006 · 2007 · 2008 · 2009 · 2010 · 2011 · 2012 · 2013 · 2014 · 2015 · 2016 · 2017 · 2018 · 2019 · 2020 · 2021 · 2022 · 2023 · 2024 · 2025